# Флорес (вулкан)
Вулкан Флорес — найвищий стратовулкан у вулканічному полі, що складається з кількох невеликих вулканів на півдні Гватемали, розташований приблизно за 10 км на захід від міста Хутьяпа.

## Дивись також
- Список вулканів Гватемали